# Sternwarte Heringsdorf

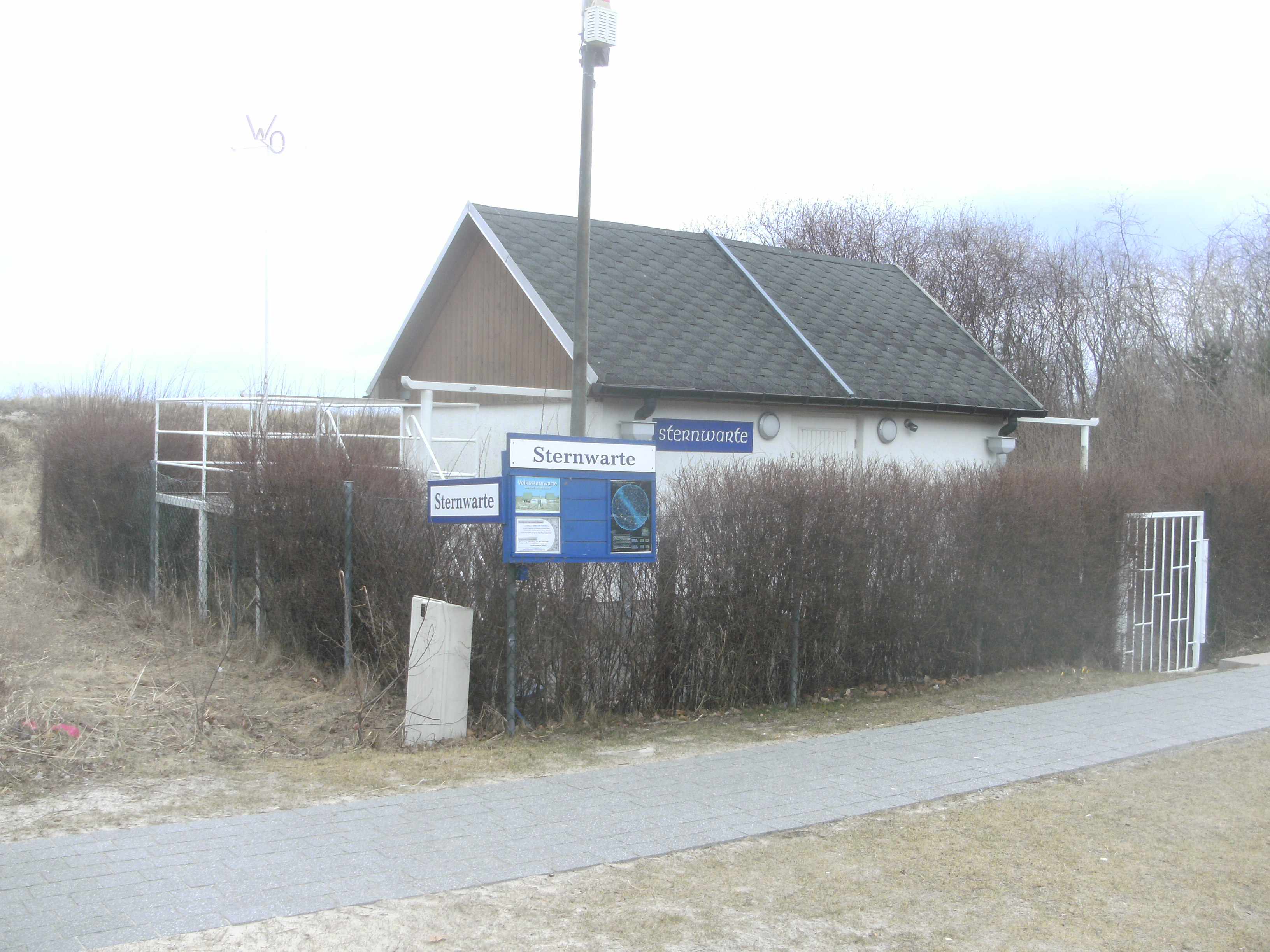
Die Sternwarte Heringsdorf, 2011

Die Sternwarte Heringsdorf, auch als Volkssternwarte „Manfred von Ardenne“ bezeichnet, ist eine Volkssternwarte im Ostseebad Heringsdorf in Mecklenburg-Vorpommern. Sie befindet sich in der Nähe der Heringsdorfer Seebrücke unmittelbar hinter den Küstendünen der Ostsee und ist die einzige Volkssternwarte auf der Insel Usedom.
Die Sternwarte besteht seit 1960 und entstand auf Anregung des Physikers Manfred von Ardenne, der in Heringsdorf ein Ferienhaus besaß und in der Gemeinde oft seinen Urlaub verbrachte. Er stellte der Einrichtung auch einen Cassegrain-Reflektor mit 250 Millimetern Öffnung und vier Metern Brennweite als Hauptinstrument zur Verfügung. Dieses Teleskop, das vom Optiker Bernhard Schmidt konstruiert und von der Berliner Firma Optische Anstalt C. P. Goerz gebaut worden war, hatte Manfred von Ardenne ursprünglich 1930 für seine private Sternwarte in Berlin-Lichterfelde gekauft. Das Dach der Sternwarte besteht aus zwei Hälften, die rollbar auf Schienen gelagert sind und zum Öffnen seitlich verschoben werden können.
Eigentümer der Sternwarte ist die Gemeinde. Für die Öffentlichkeit ist die Einrichtung insbesondere in Form von abendlichen Führungen und Vorträgen zugänglich.